# Patriarche (Beaune)
Pour les articles homonymes, voir Patriarche.
Patriarche est une des plus importantes et anciennes sociétés viticole de négociant-éleveur du vignoble de Bourgogne, à Beaune, capitale des vins de Bourgogne. Elle accueille chaque année environ 65000 visiteurs dans une des plus importantes caves de Bourgogne, sur la route des Grands Crus. 
C'est une marque de la société Kriter Brut de Brut (Beaune). Kriter Brut de Brut est une filiale du groupe Castel. 

## Historique
En 1761, Joseph Bouchard, fils de feu Michel Bouchard, s'associe avec Nicolas Tainturier, marchand et commissionnaire en vins depuis 1759, pour créer la société exclusivement spécialisée dans le commerce de vins « Joseph Bouchard & Nicolas Tainturier ».
En 1772, après la mort de Nicolas Tainturier fin 1771, Joseph Bouchard s'associe avec Philibert Patriarche, son commis depuis 1768 qui avait comme grand-mère Jeanne Tainturier, fils de Denis Patriarche et Michelle Fournier, laboureur à Créancey  et crée la société « Bouchard & Patriarche », conservant les trois quarts du commerce de vins tout en conservant la société « Joseph Bouchard & Compagnie ».
En 1780, Joseph Bouchard fait rentrer dans la société son fils Antoine-Philibert-Joseph âgé de vingt-et-un ans alors que Philibert Patriarche de Savigny-lès-Beaune en Bourgogne fait rentrer quant à lui son neveu Jean-Baptiste Patriarche, âgé de vingt-deux ans, fils de son frère Claude Patriarche, recteur d'école et négociant à Savigny-lès-Beaune, donnant la naissance de la société « Joseph Bouchard Père & Fils & Patriarche ».
En 1785, concurrences déloyales de Jean-Baptiste Patriarche auprès de la clientèle d'Antoine-Philibert-Joseph Bouchard, dissension des associés contraint [pas clair]Joseph Bouchard à dissoudre la société « Joseph Bouchard Père & Fils & Patriarche » ; Claude Patriarche de Savigny-lès-Beaune en Bourgogne, fonde officieusement avec ses deux fils  Jean-Baptiste & Jacques Elisabeth Patriarche sa société viticole familiale de négoce « Patriarche Père & Fils » et l'établit à Beaune. 
En 1789, Philibert Patriarche décède à l'âge de 47 ans, ses neveux s'associent avec leur tante Anne-Gabrielle née Favier, sous la raison sociale « Vve Patriarche & Neveux », l'affaire mentionnée comme négociante a une double activité comme l'avait Joseph Bouchard, de tissus et de vins, au n° 743 rue de la Liberté à Beaune (actuellement rue Maufoux). Claude cède gratuitement à ses deux fils son commerce de vins de Savigny-lès-Beaune. 
En 1793, Jean-Baptiste Patriarche acquiert des vignes, terres et près des domaines de l'abbaye de Cîteaux à Meursault, vendus comme Biens nationaux puis les revend séparément en 1795 réalisant une jolie plus-value.
En 1796 le 20 août (3 fructidor de l'an IV) Jean-Baptiste Patriarche avec son frère Jacques Elisabeth achètent pour y installer officiellement une manufacture de laine, mais officieusement leur négoce, le couvent des ex-Visitandines fondé en 1632, dans le centre historique de Beaune, devenu Bien national en 1789 lors de la Révolution française, pour la somme de 43 200£ et s'installent dans les bâtiments des Visitandines le 23 août 1796 (6 fructidor de l'an IV). Dès 1797, ils vendent ou louent des parcelles du couvent, cédant l'église et ses dépendances ; cave ; grenier ; cour et mares. 
En 1800 le 23 septembre (1er vendémiaire de l'an IX), les deux frères créent « Patriarche Neveux & Cie » à Beaune « pour le commerce des vins et autres ».
En 1807, des difficultés de trésorerie à la suite d'impayés de clients à Rouen et au Blocus continental entraînent en 1809, la faillite de la société et sa dissolution.
En 1810, « Patriarche Père & Fils » est créé à Beaune et subsistera avec Jacques Elisabeth Patriarche, frère de Jean-Baptiste, ce dernier ruiné se retira et décèdera le 4 juin 1834 à Beaune chez son fils Hippolyte. 

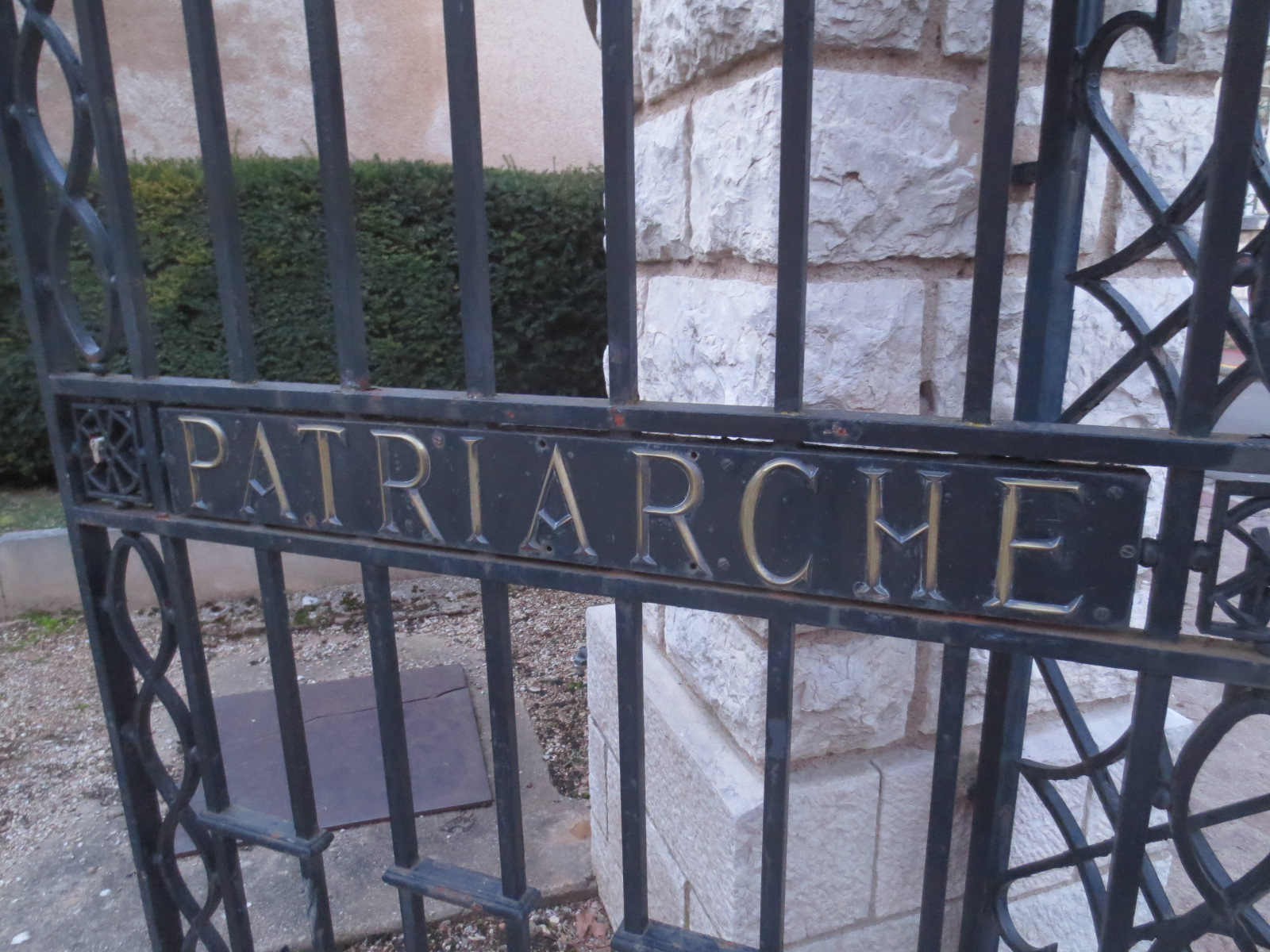
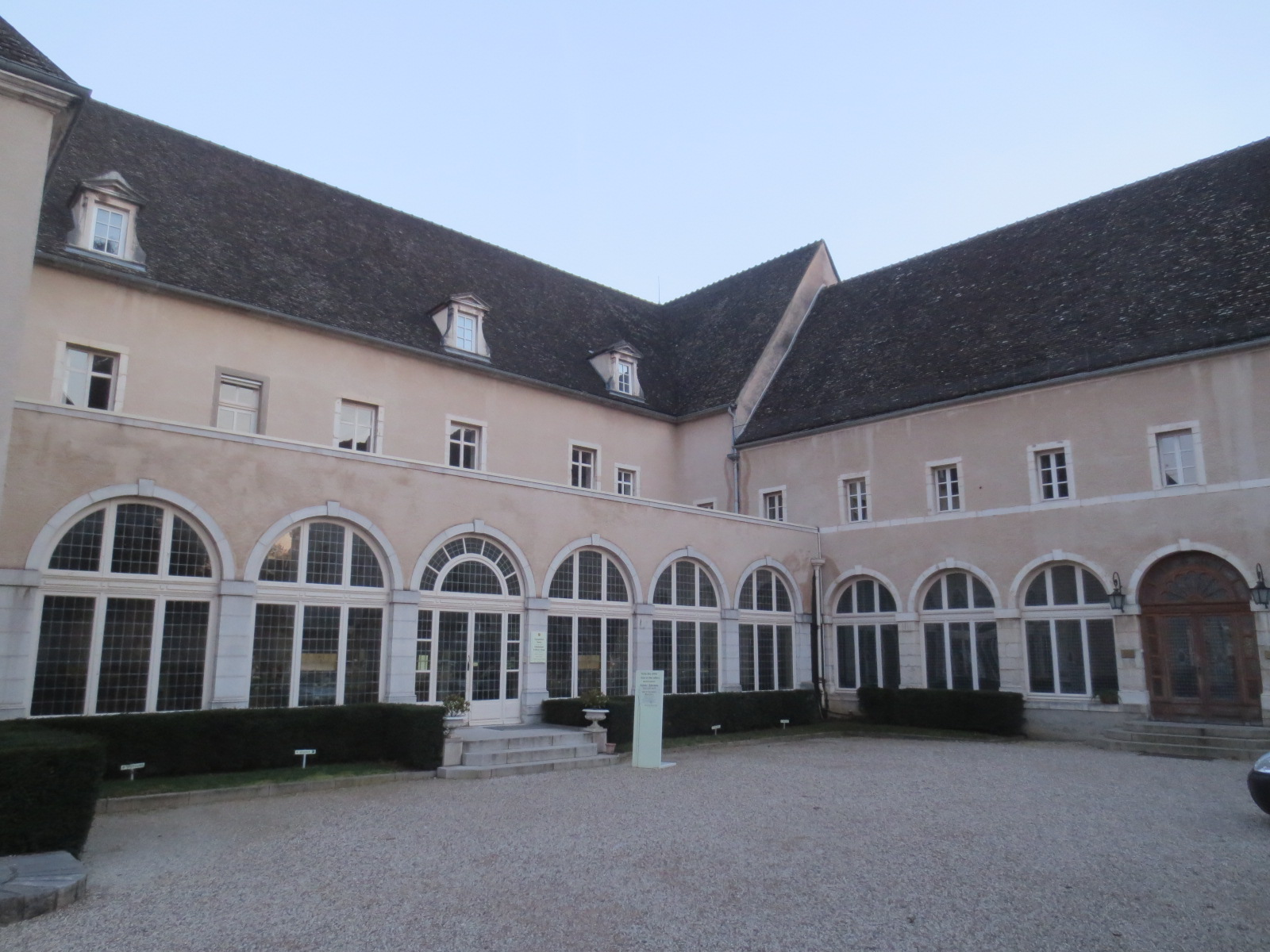

En 1941 André Boisseaux reprend la société Patriarche Père & Fils avec son cousin et ami d'enfance Georges Kritter,. Il fonde dans les années 1950 le groupe filiale Kriter, un des fabricants bourguignons leaders de vin effervescent et crémant de Bourgogne, d'après le nom de ce dernier,. 

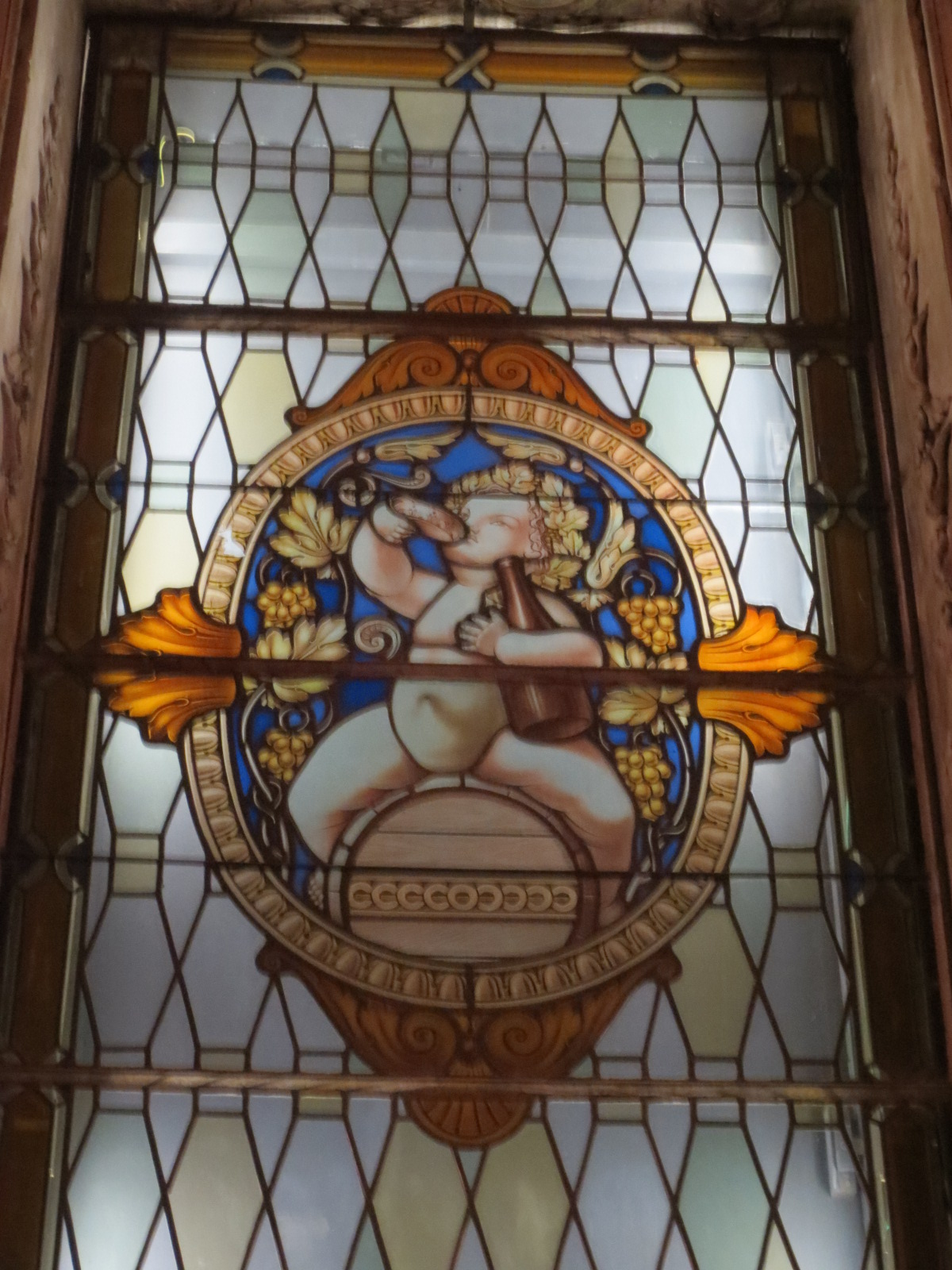
Vitrail bachique de la chapelle
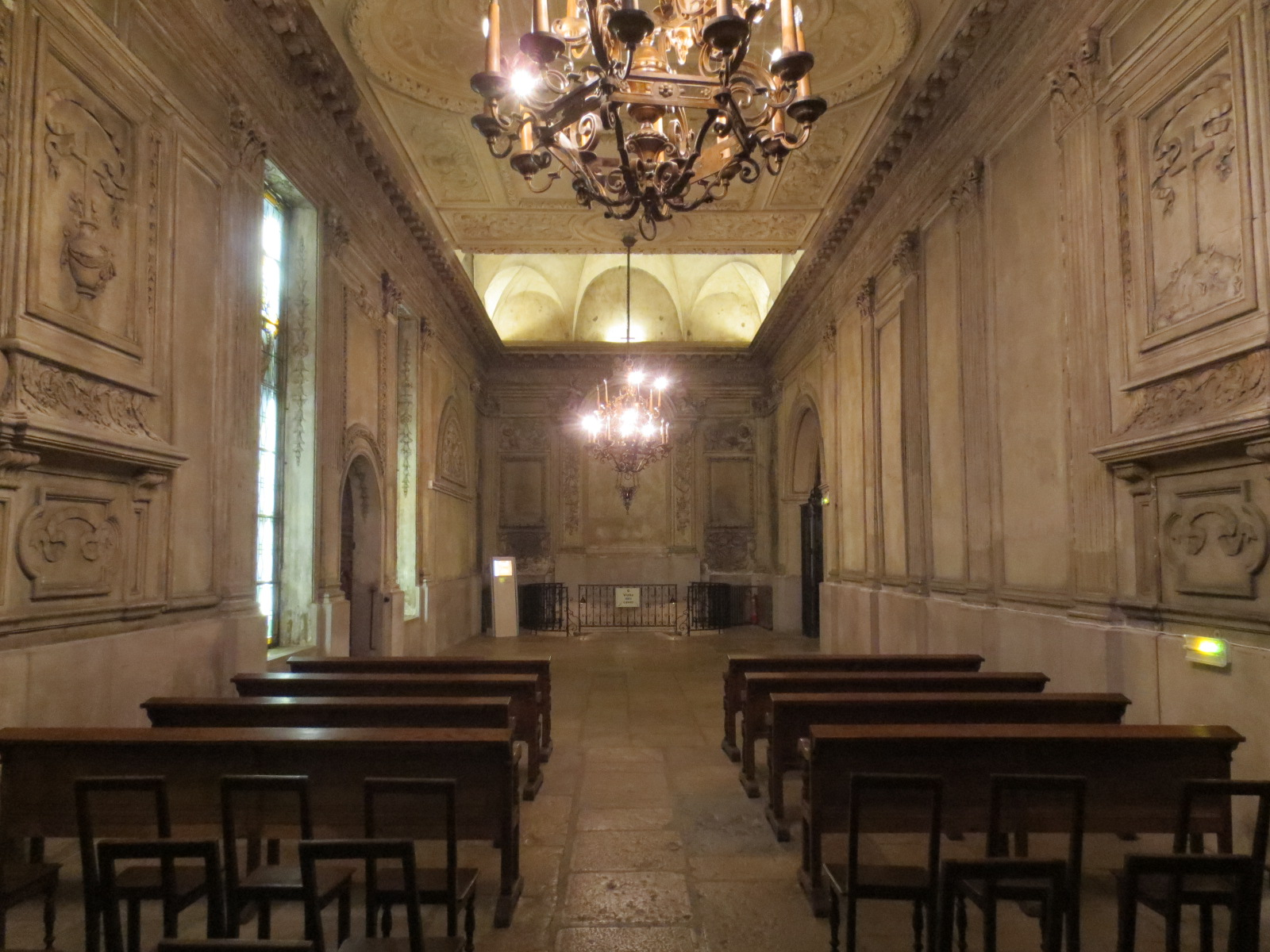
Entrée des caves, au font de l'ancienne chapelle du XVIIe siècle
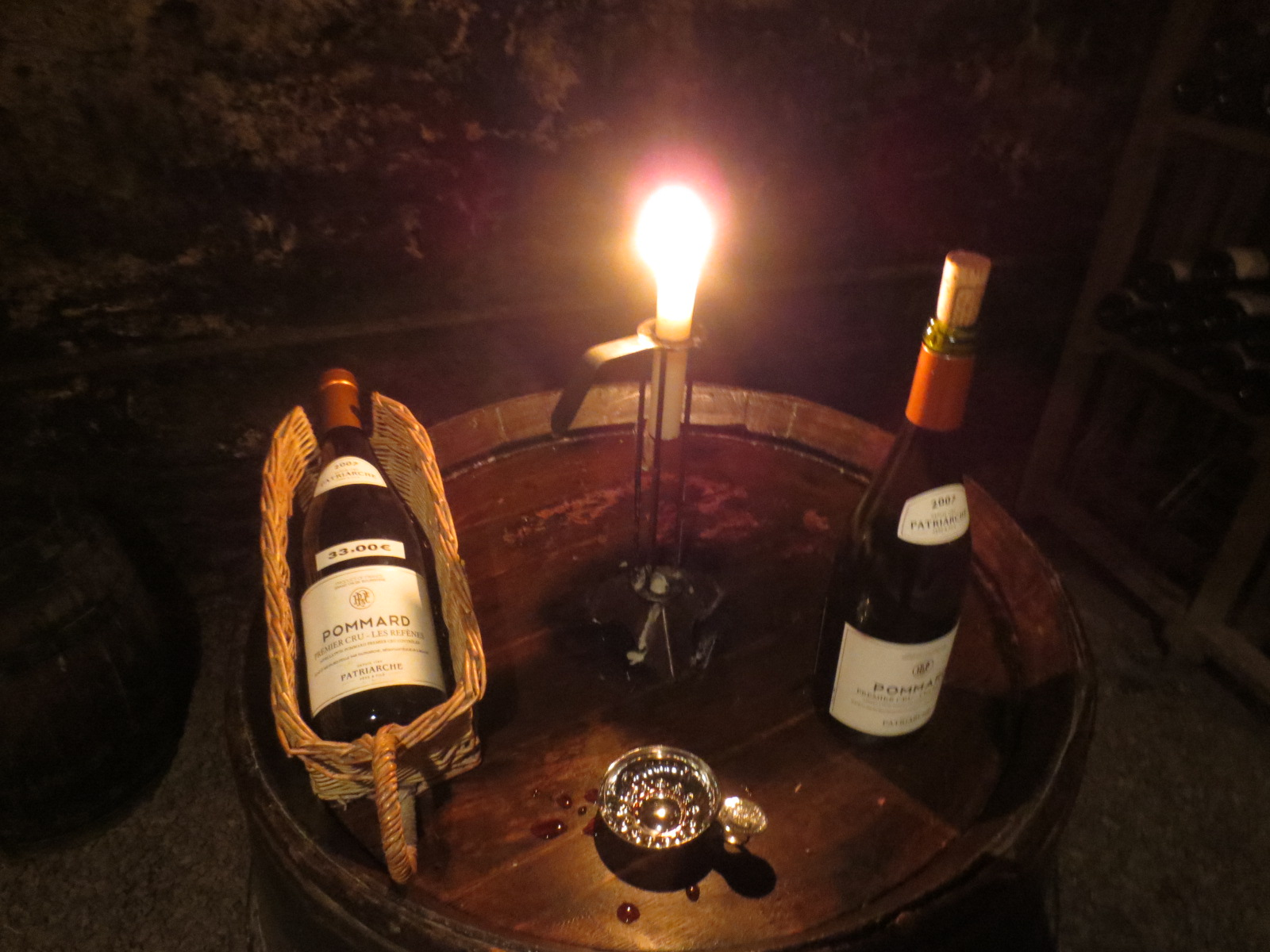
Dégustation de Pommard (AOC)
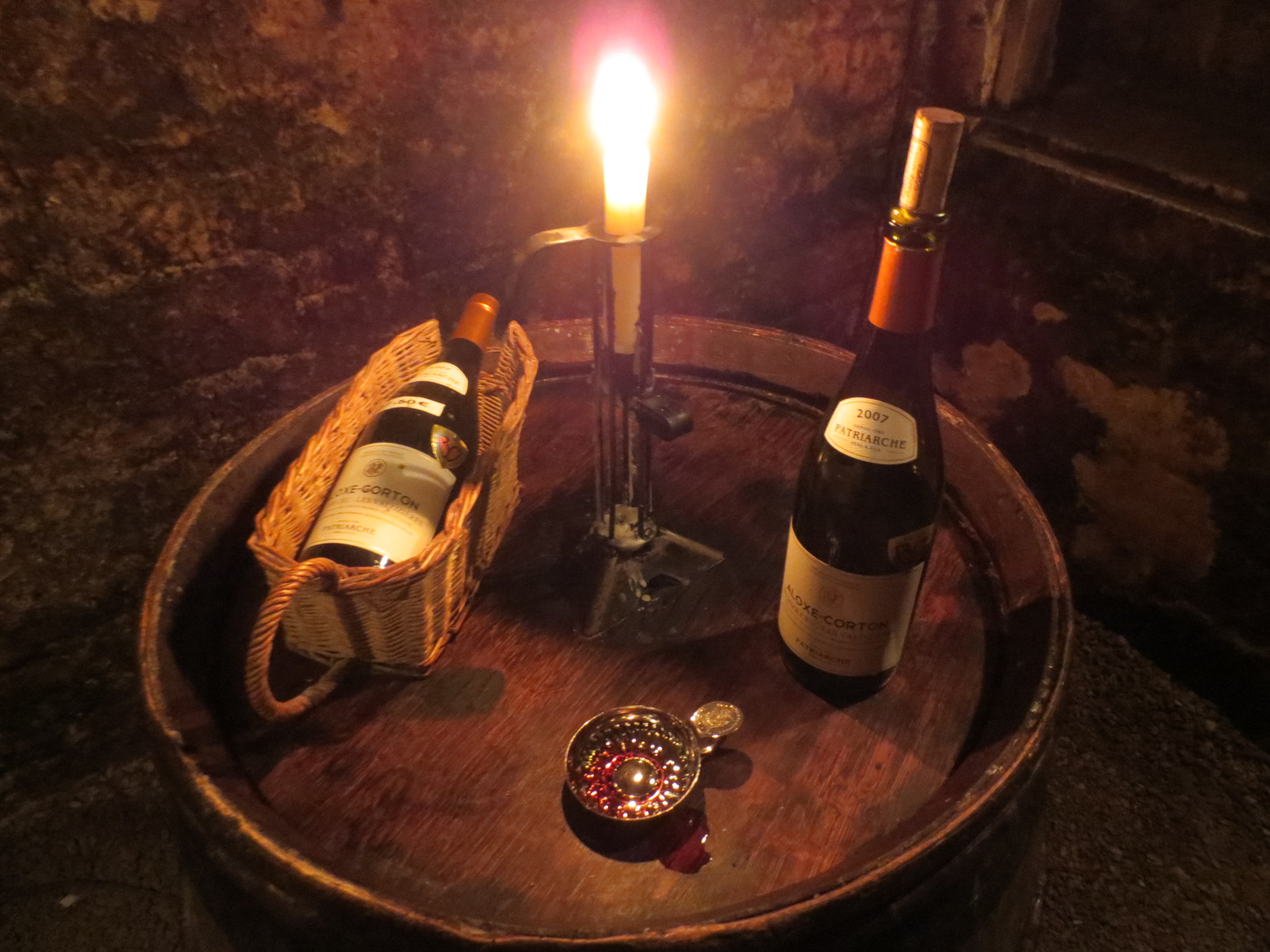
Dégustation d'Aloxe-corton (AOC)

En 1973 la famille Boisseaux achète le Château de Meursault, puis fondent le Château de Marsannay en 1990.
En 2011, excepté les Château de Meursault et Château de Marsannay et quelques actifs de Beaune dont l’Athenaeum, la cave du Couvent des Cordeliers et le Marché aux Vins..., Mme André et Mr Jacques Boisseaux vendent Patriarche pour un montant estimé à 70 à 90 millions € au groupe français bordelais Castel (no 3 mondial des vins et premier producteur de vins en France). Patriarche commercialise plus de 60 millions de bouteilles en France et dans le monde avec un chiffre d'affaires annuel de plus de 110 millions € (chiffres années 2010) avec une large palette d'appellations du vignoble de Bourgogne et une importante spécialité en vins effervescents avec ses filiales Kriter, Veuve du Vernay, Léonce Bocquet, Pol Rémy et ses crémant de Bourgogne (2/3 de sa production). 
En 2014, Patriarche confie ses deux siècles d'archives historiques aux archives municipales de Beaune.

## Appellations Patriarche
- Vins blancs : Mercurey (AOC), Meursault (AOC), Auxey-duresses (AOC), Puligny-montrachet (AOC), Chassagne-montrachet (AOC)...
- Vins rouges : Rully (AOC), Fleurie (AOC), Beaune (AOC), Pommard (AOC), Marsannay (AOC), Aloxe-corton (AOC), Vosne-romanée (AOC), Côte-de-nuits-villages, Gevrey-chambertin (AOC), Chambolle-musigny (AOC), Savigny-lès-beaune (AOC), Nuits-saint-georges (AOC), Ladoix (Côte-de-beaune), Bourgogne hautes-côtes-de-beaune...
- Vins de la vente des hospices de Beaune...
- Prunelle de Bourgogne et Crème de cassis.

## Caves d'élevage et de dégustation
Le couvent donne accès par son ancienne chapelle du XVIIe siècle, à un labyrinthe de 5 km de galeries et de caves voûtées, construites entre le XIIIe siècle et le XIXe siècle, où sont élevés les vins en foudres, en fûts, et en bouteilles (avec près de trois millions de bouteilles, dont quelques très vieux millésimes des années 1900 pour les plus anciens). 

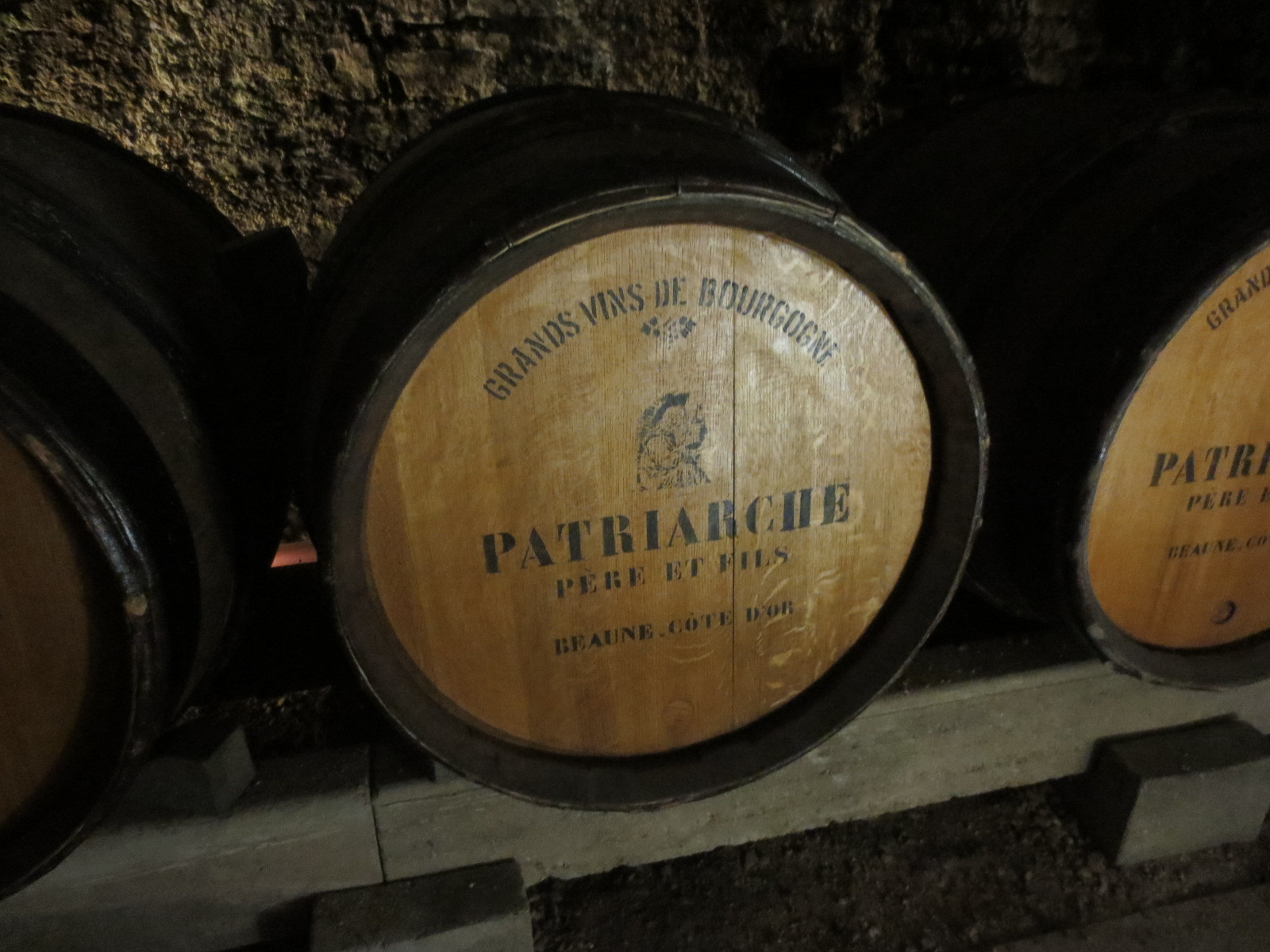
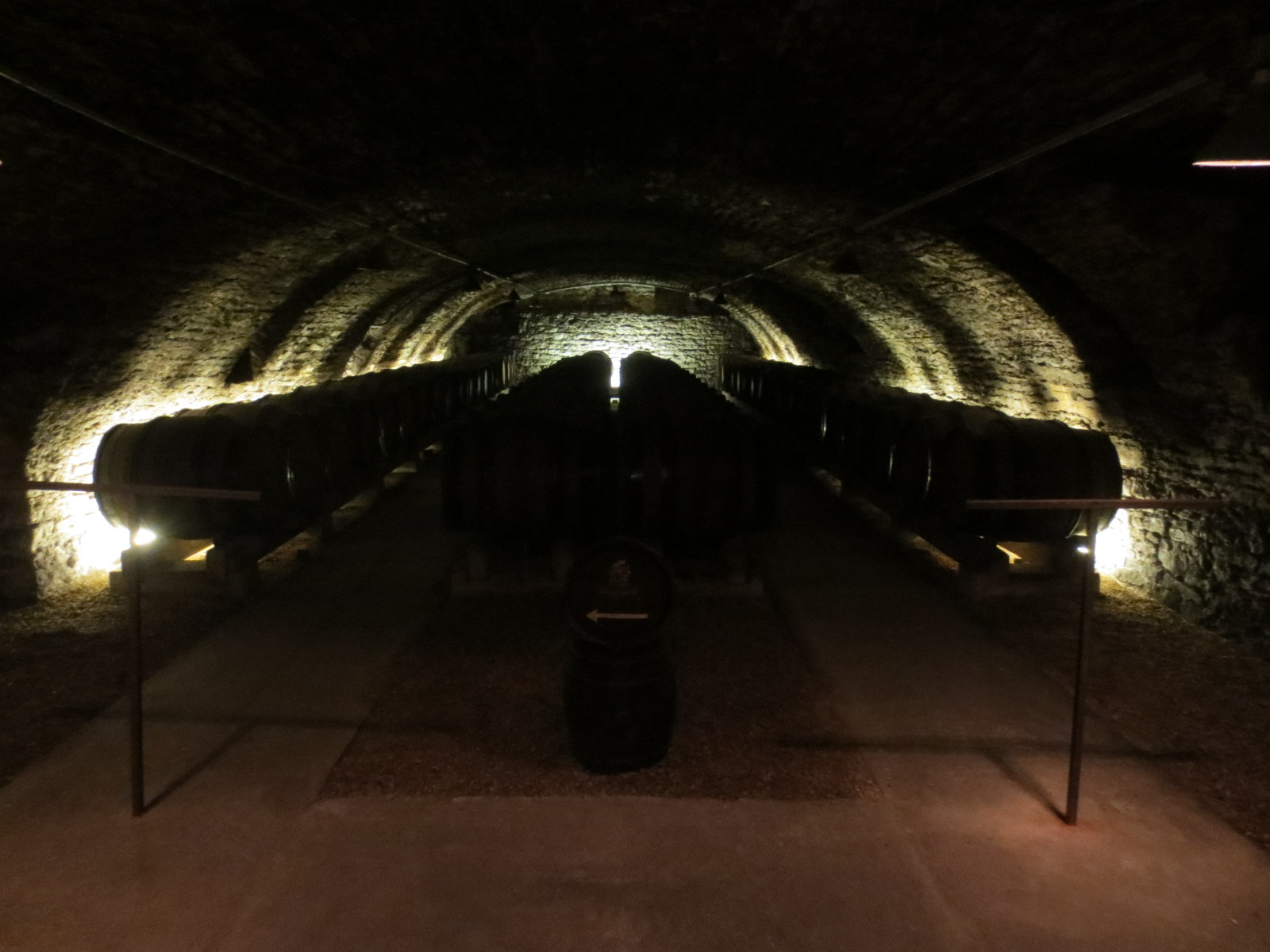
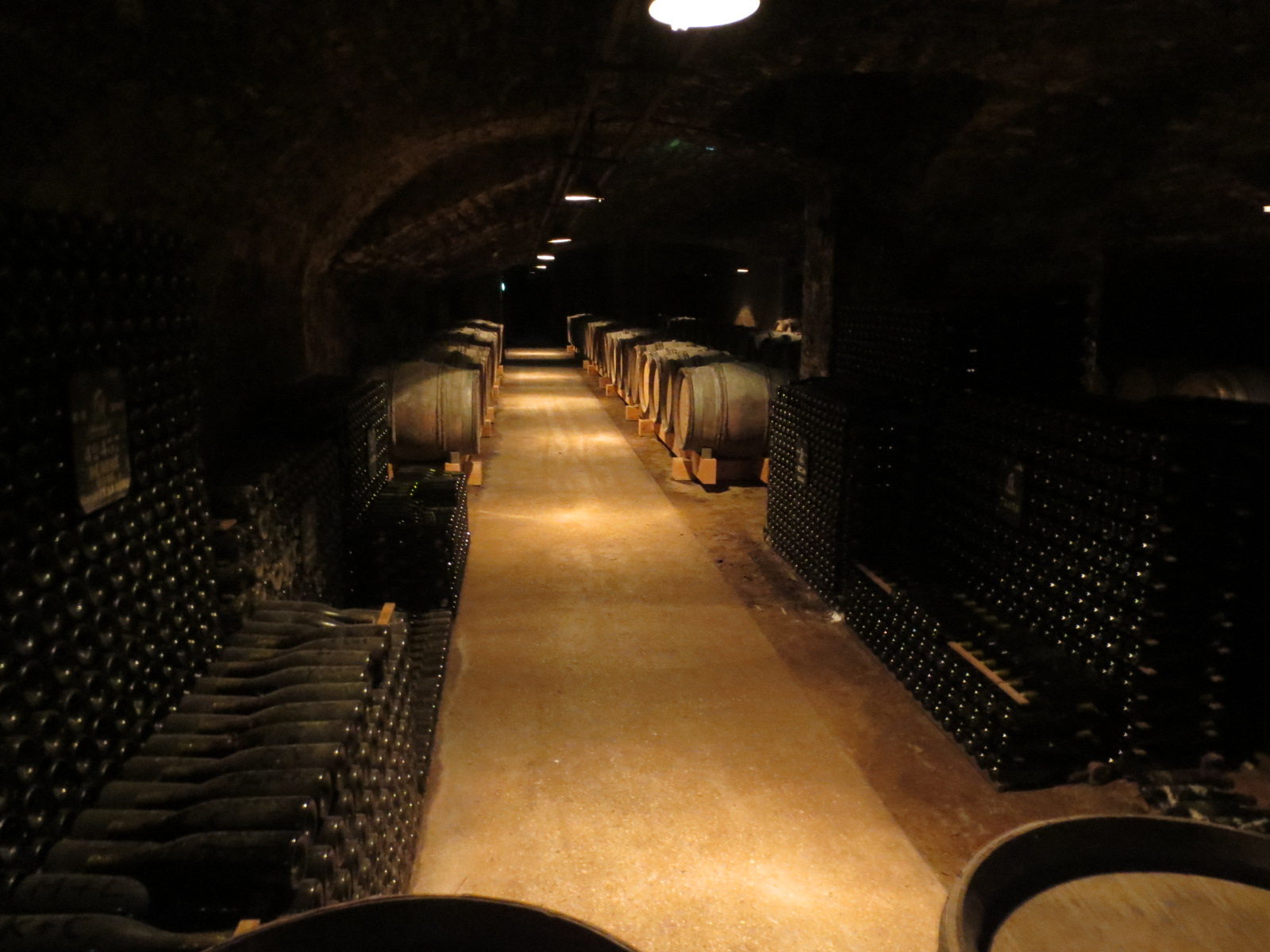
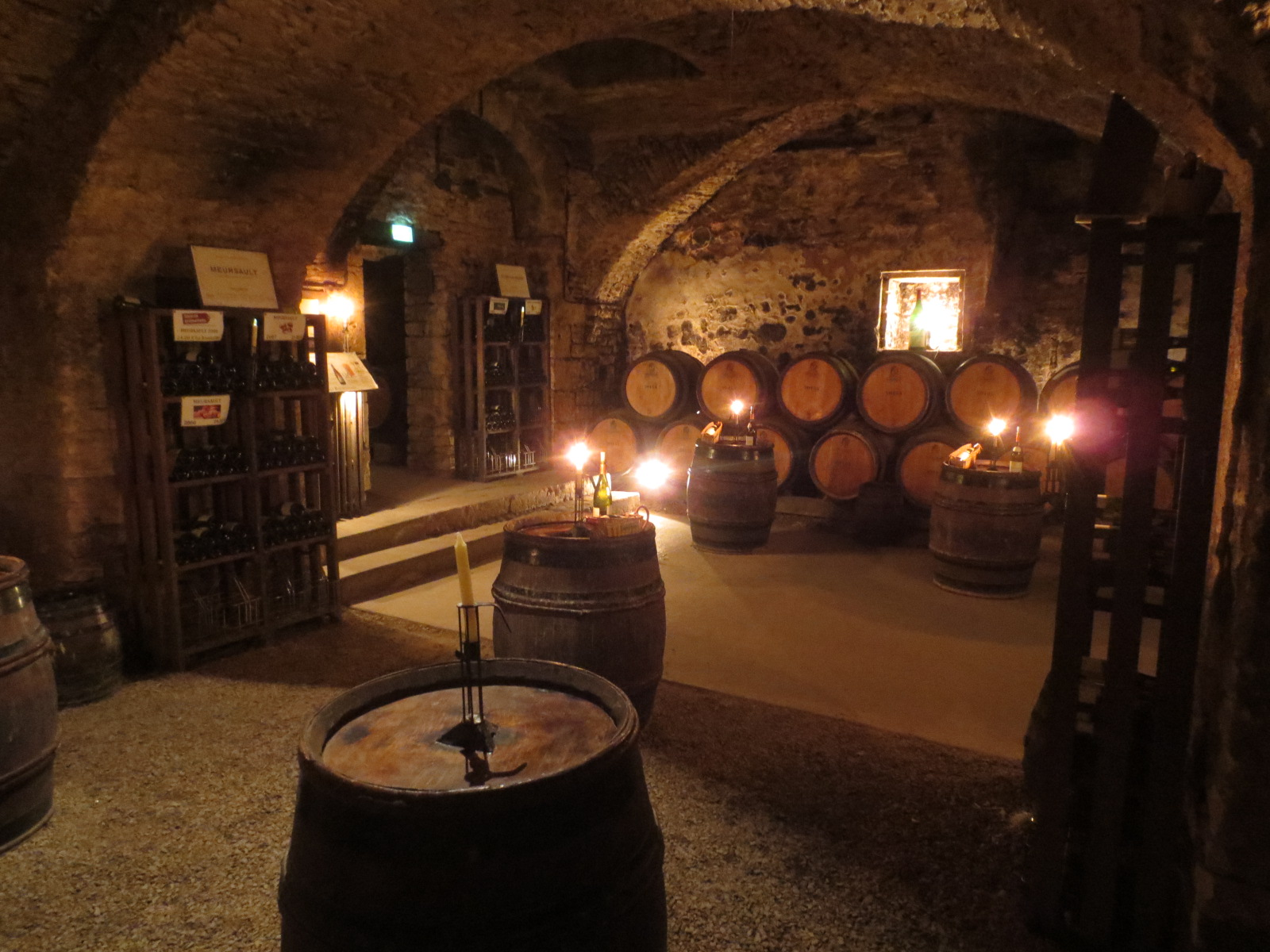
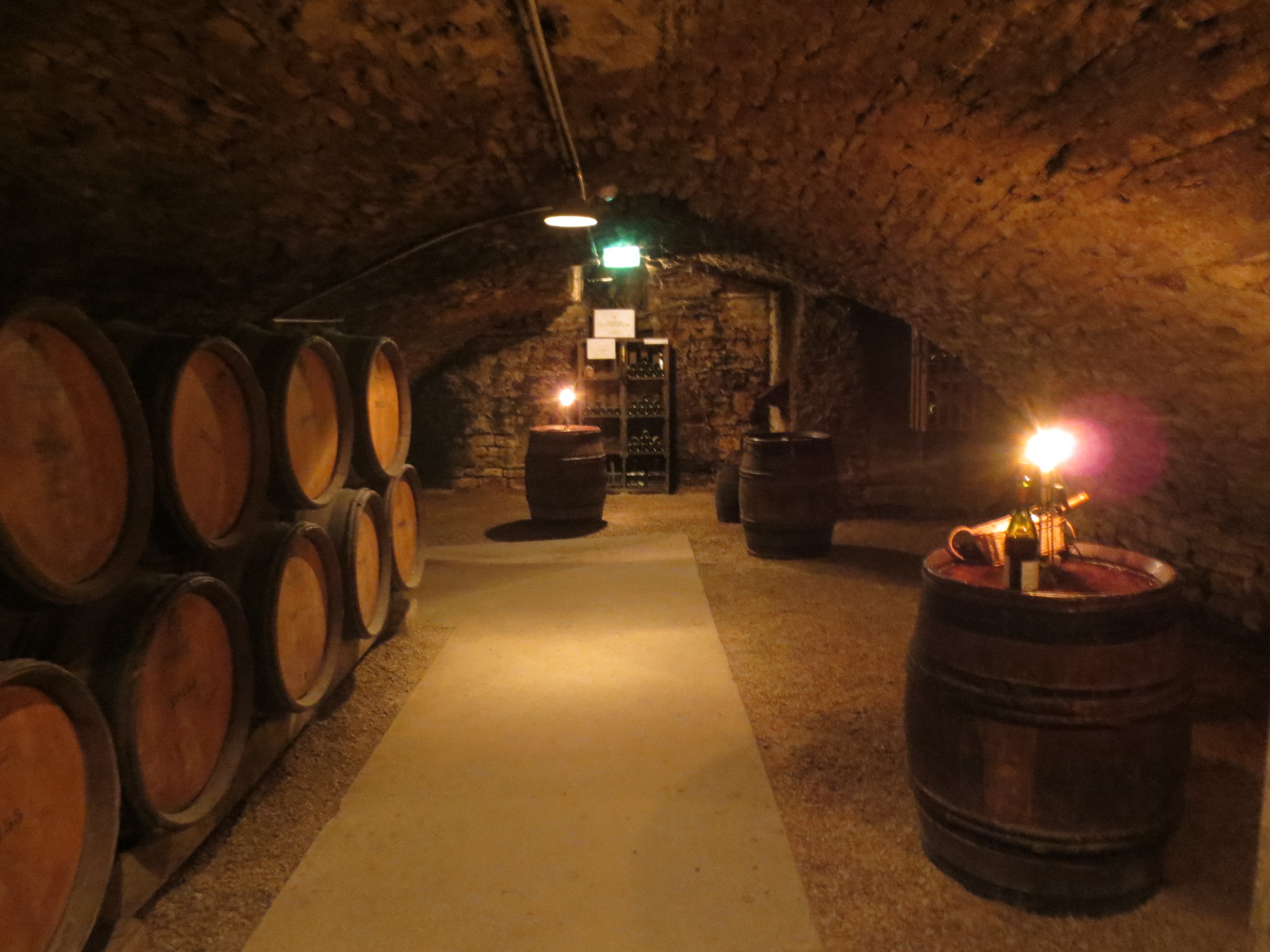
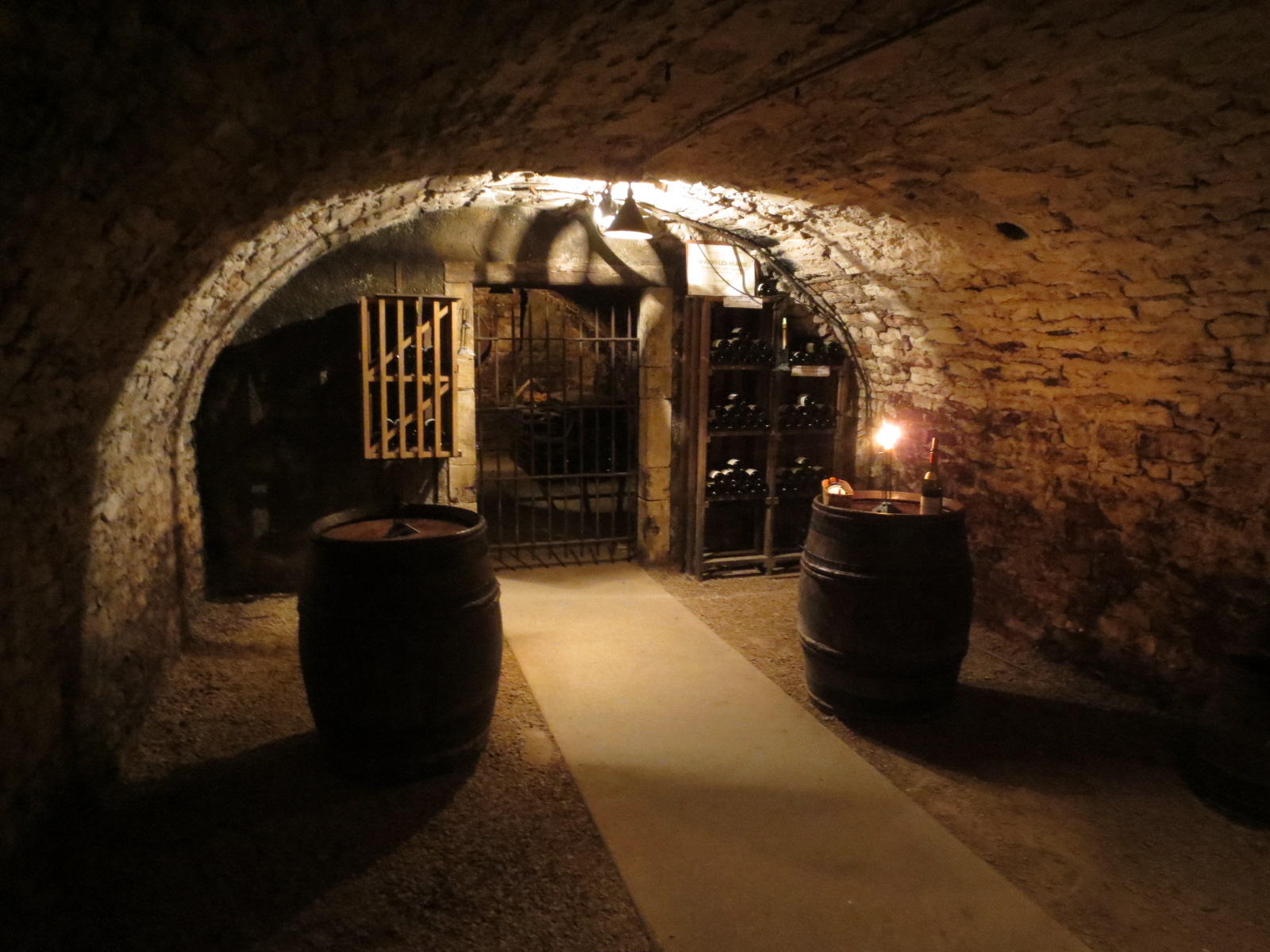
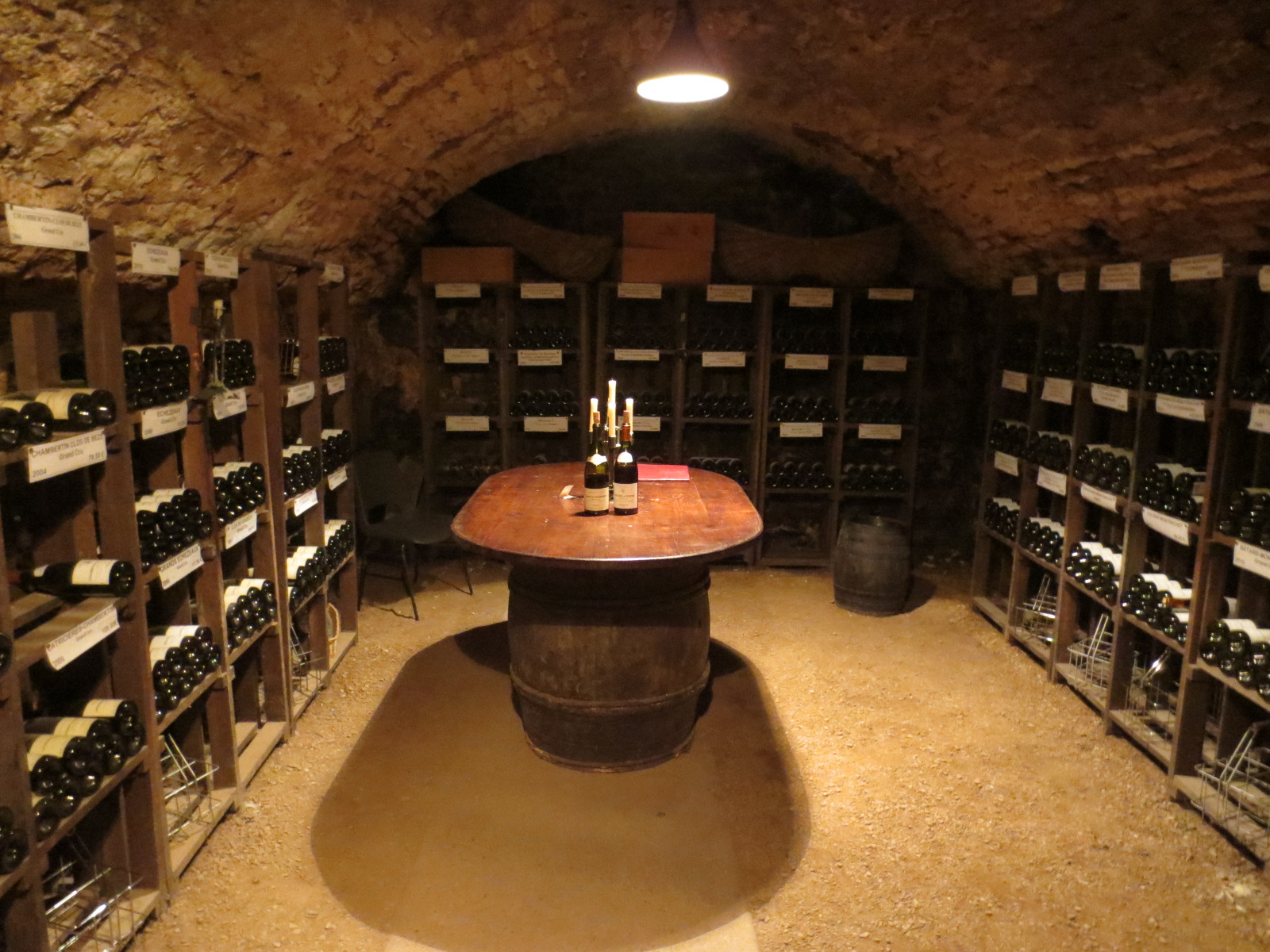
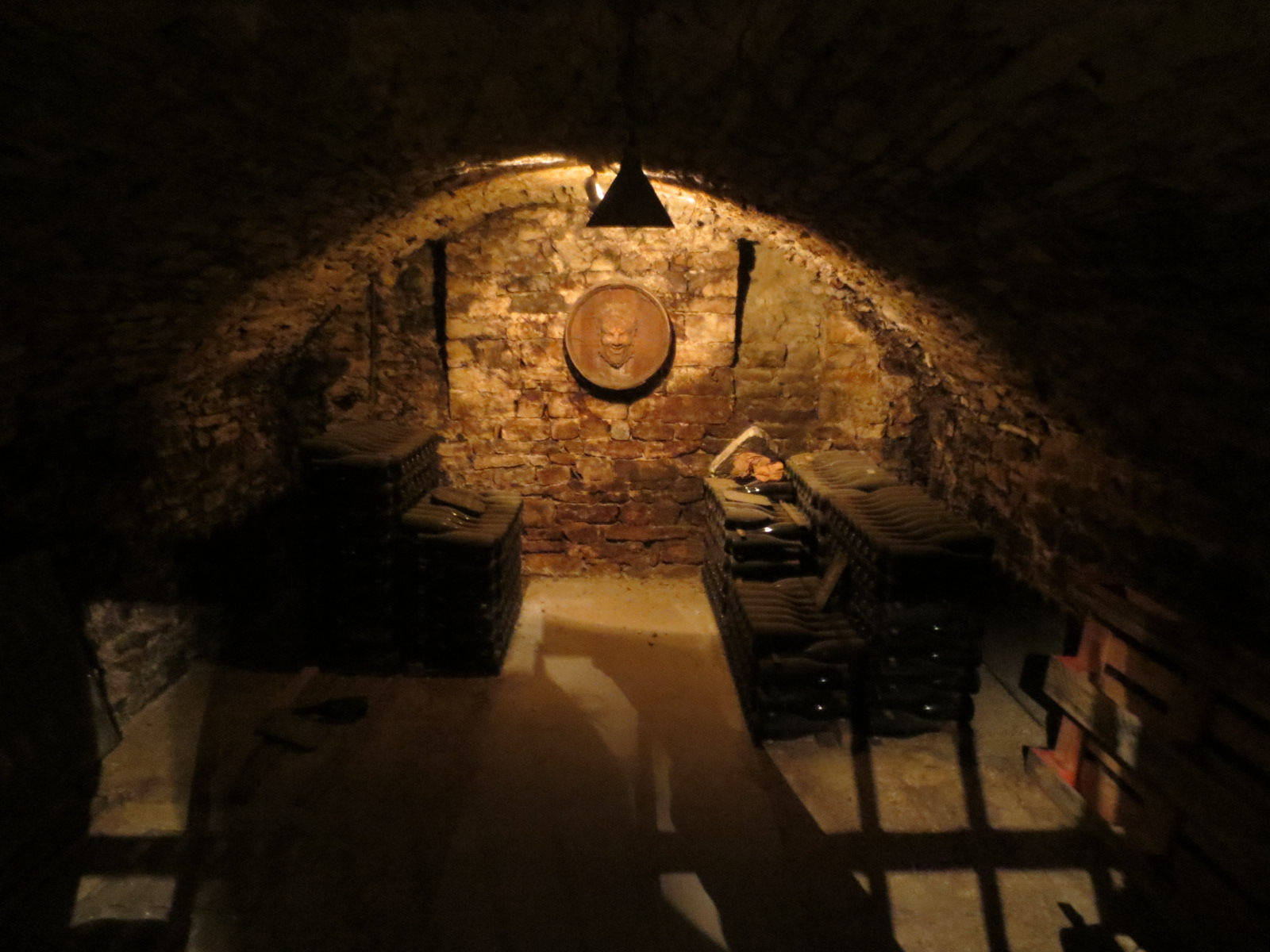
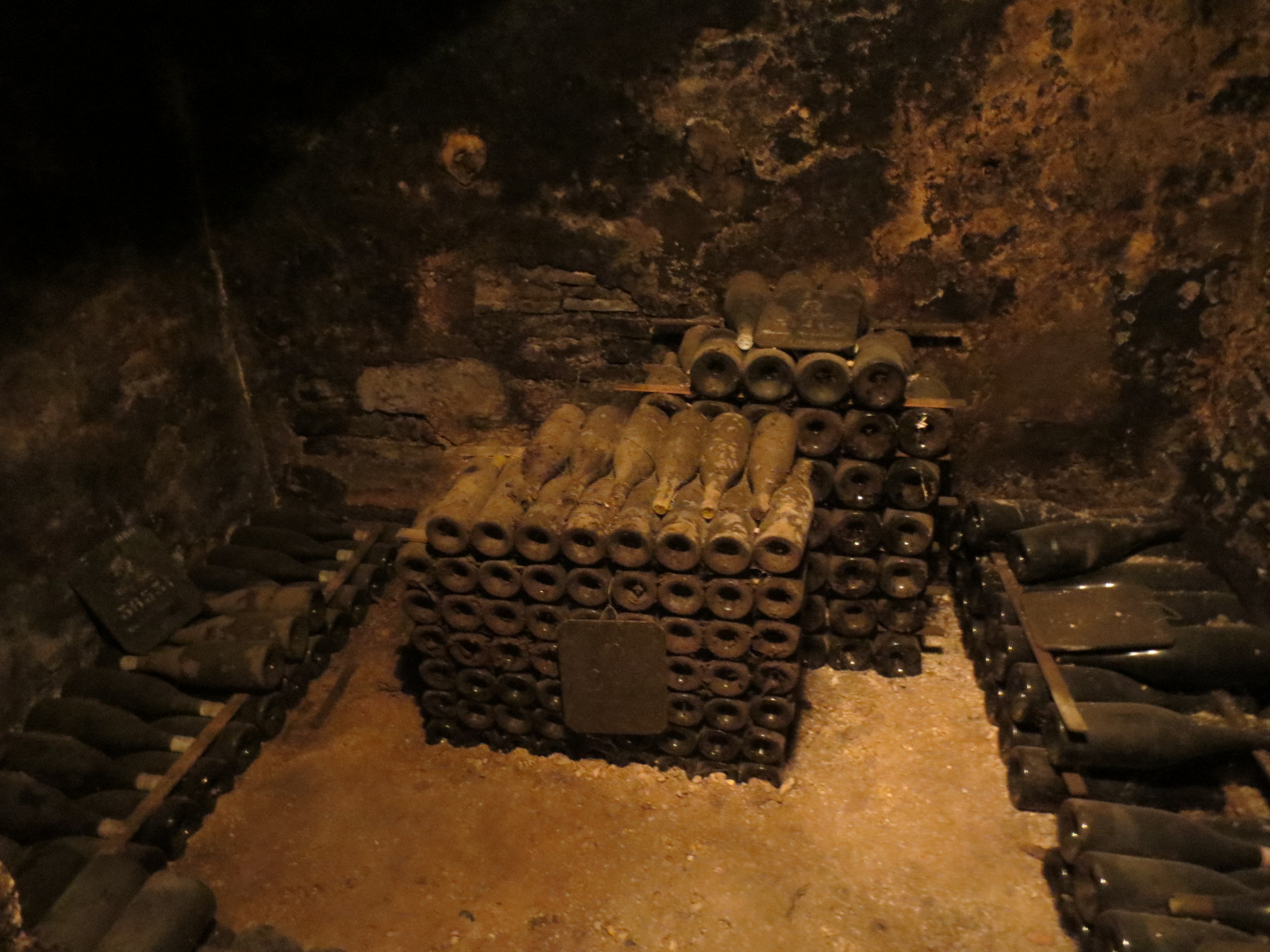
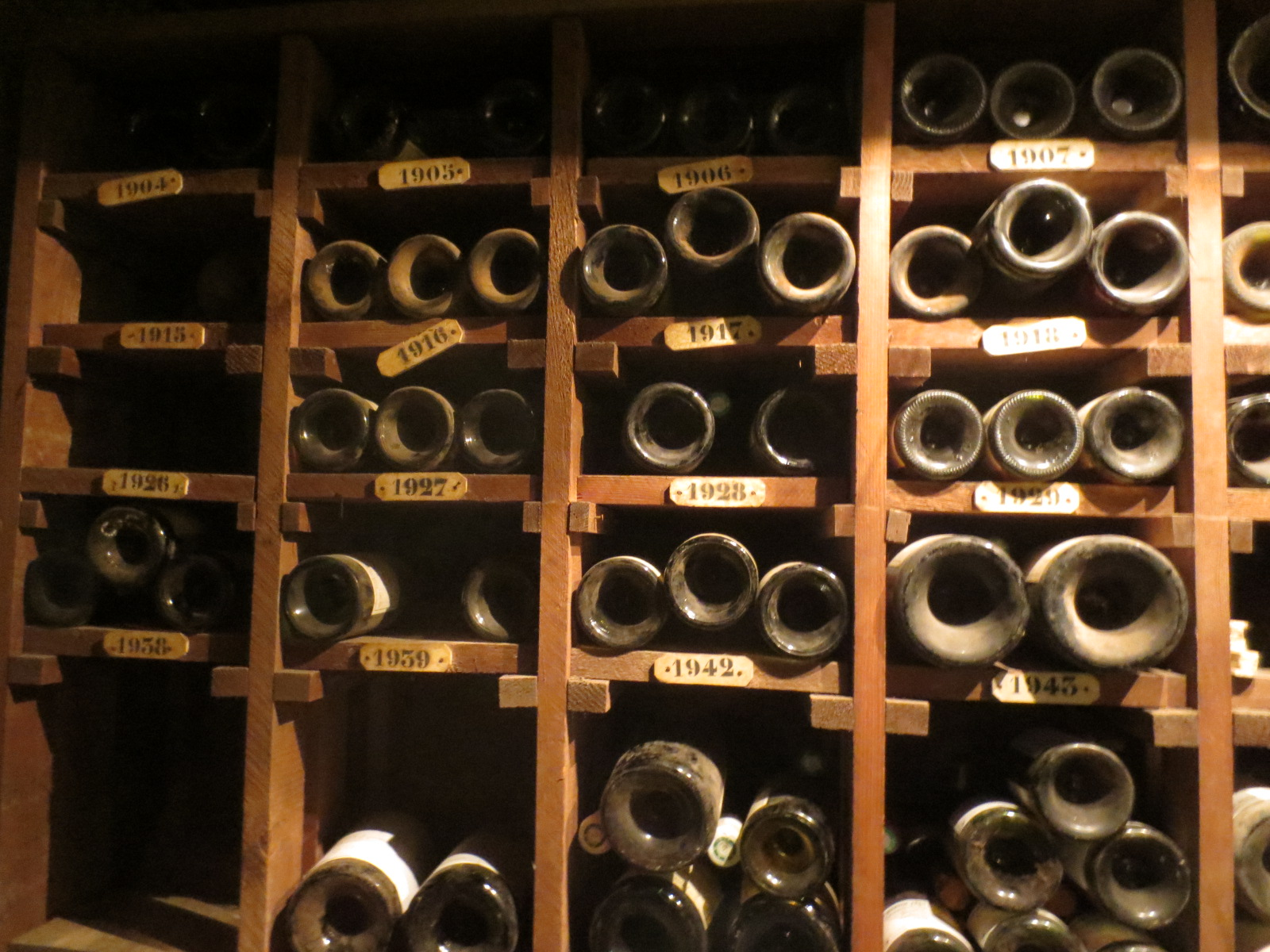